# Oeningen
Oeningen ist ein Ortsteil der Stadt Soltau im Landkreis Heidekreis in Niedersachsen. Die Ortschaft hat ca. 160 Einwohner.

## Geografie
Oeningen liegt in der Lüneburger Heide östlich von Soltau. Durch Oeningen verläuft die A 7 und die Kreisstraße 9.

## Geschichte
Im 17. Jahrhundert bestand die Ortschaft Oeningen aus fünf Höfen. In den 1920er Jahren kam eine sechste Hofstelle hinzu. Vier der Höfe brannten im April 1945 durch Kriegseinwirkungen nieder. Nach Ende des Zweiten Weltkrieges bauten die Bauern ihre Höfe wieder auf, dazu kamen einige Landarbeiterfamilien und Flüchtlinge in den Ort.
Anfang des 19. Jahrhunderts bildeten die drei Gemeinden Oeningen, Harber und Moide einen Schulzweckverband. Bis zur Eingemeindung wurden die Schüler im Harberer Schulhaus unterrichtet.
Mitte der 1960er Jahre eröffnete der Campingplatz Scandinavia, der heute der größte im Stadtgebiet Soltaus ist.
Am 1. März 1974 wurde Oeningen in die Stadt Soltau eingegliedert.

## Politik
Ortsvorsteher ist Jürgen Brümmerhoff.

## Kultur und Sehenswürdigkeiten
In Oeningen befindet sich das Erholungs- und Heidegebiet Wacholderpark.
In der Liste der Baudenkmale in Soltau ist für Oeningen ein Baudenkmal aufgeführt.

## Wirtschaft und Infrastruktur
Heute sind noch drei landwirtschaftliche Betriebe im Ort tätig. Vor allem die Milchviehhaltung ist verbreitet. Ein Teil des nördlich der Bundesstraße 71 gelegenen Gewerbegebietes Soltau-Ost liegt ebenfalls in Oeningen. Außerhalb der Ortschaft wird Kies und Sand abgebaut.